# NGC 4825
NGC 4825 este o galaxie lenticulară situată în constelația Fecioara. A fost descoperită în 27 martie 1786 de către William Herschel. Se află la o distanță de 57,02 de megaparseci de Pământ.